# Нова Загора
Нова Загора (болг. Нова Загора) — місто в Болгарії. Знаходиться в Сливенській області, входить в общину Нова Загора. Населення становить 25 587 осіб.

## Відомі люди
Тут народилась Рум'яна Желева — екс-міністр закордонних справ Болгарії.